# Encyrtocephalus gallicola
Encyrtocephalus gallicola är en stekelart som först beskrevs av William Harris Ashmead 1904.  Encyrtocephalus gallicola ingår i släktet Encyrtocephalus och familjen puppglanssteklar. Inga underarter finns listade i Catalogue of Life.